# قلعه روچستر
قلعه روچستر (انگلیسی: Rochester Castle) ایستاده بر ساحل شرقی رود مدوی در روچستر، کنت و در جنوب شرقی انگلستان می‌باشد، این قلعه مربوط به قرن دوازدهم میلادی می‌باشد که مواد اولیهٔ در ساخت آن، سنگ و ساروج در بخش قلعه و برج‌ها می‌باشد، در حقیقت برج‌های سنگی، یکی از ویژگی‌های بارز این قلعه است که به عنوان یکی از بهترین آثار حفظ شده و باقی مانده در انگلستان و فرانسه از آن نام برده می‌شود.

## نگارخانه

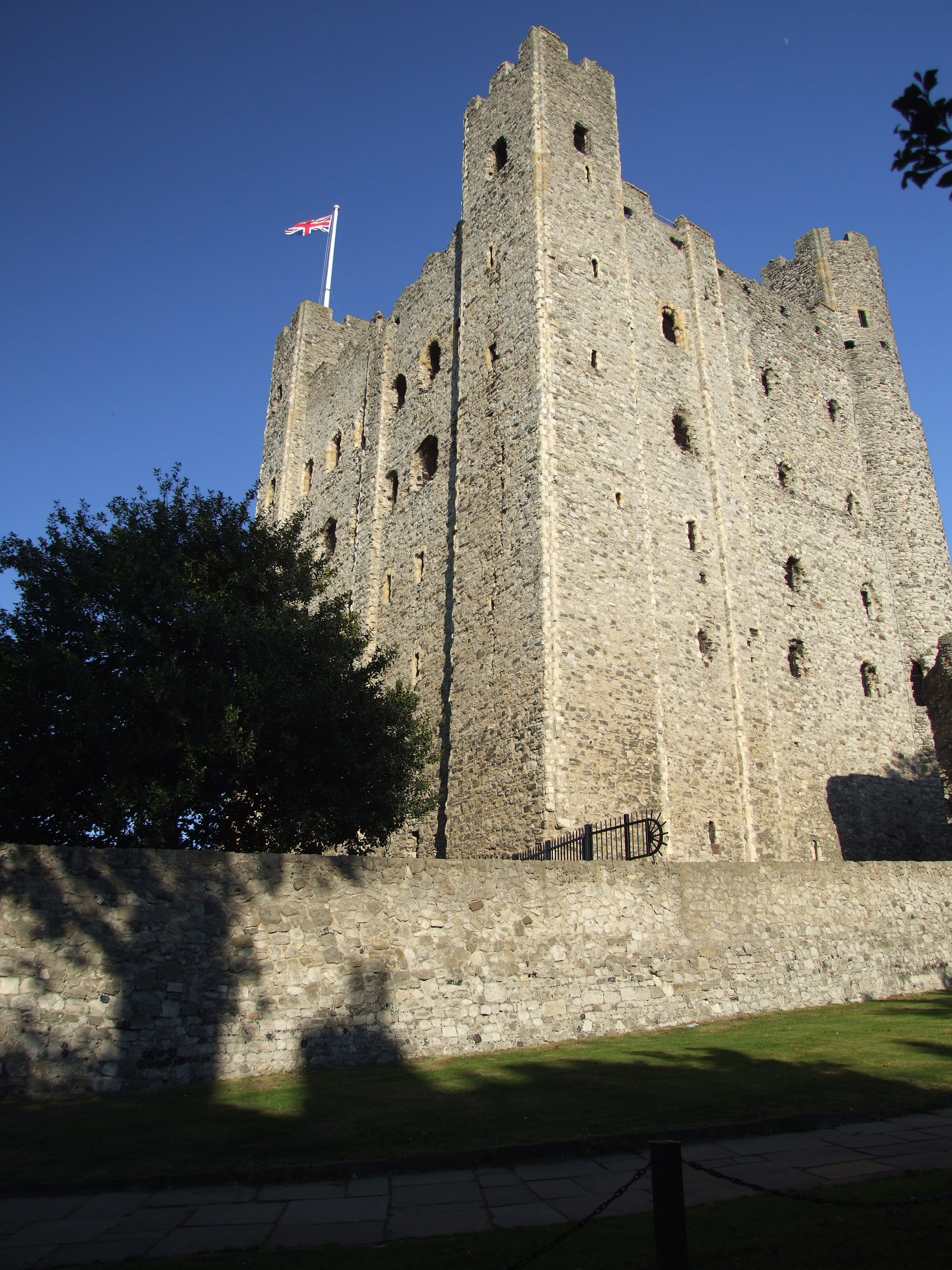
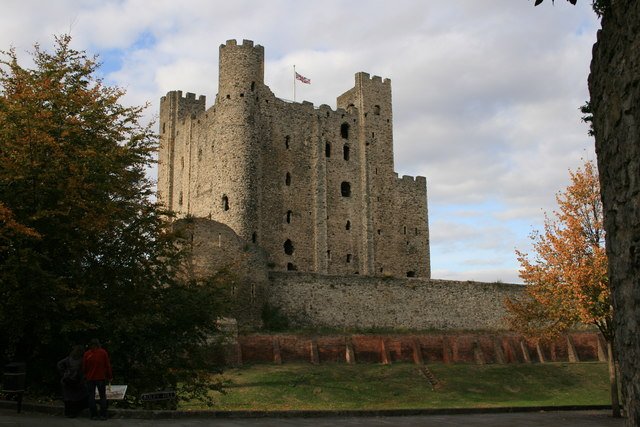
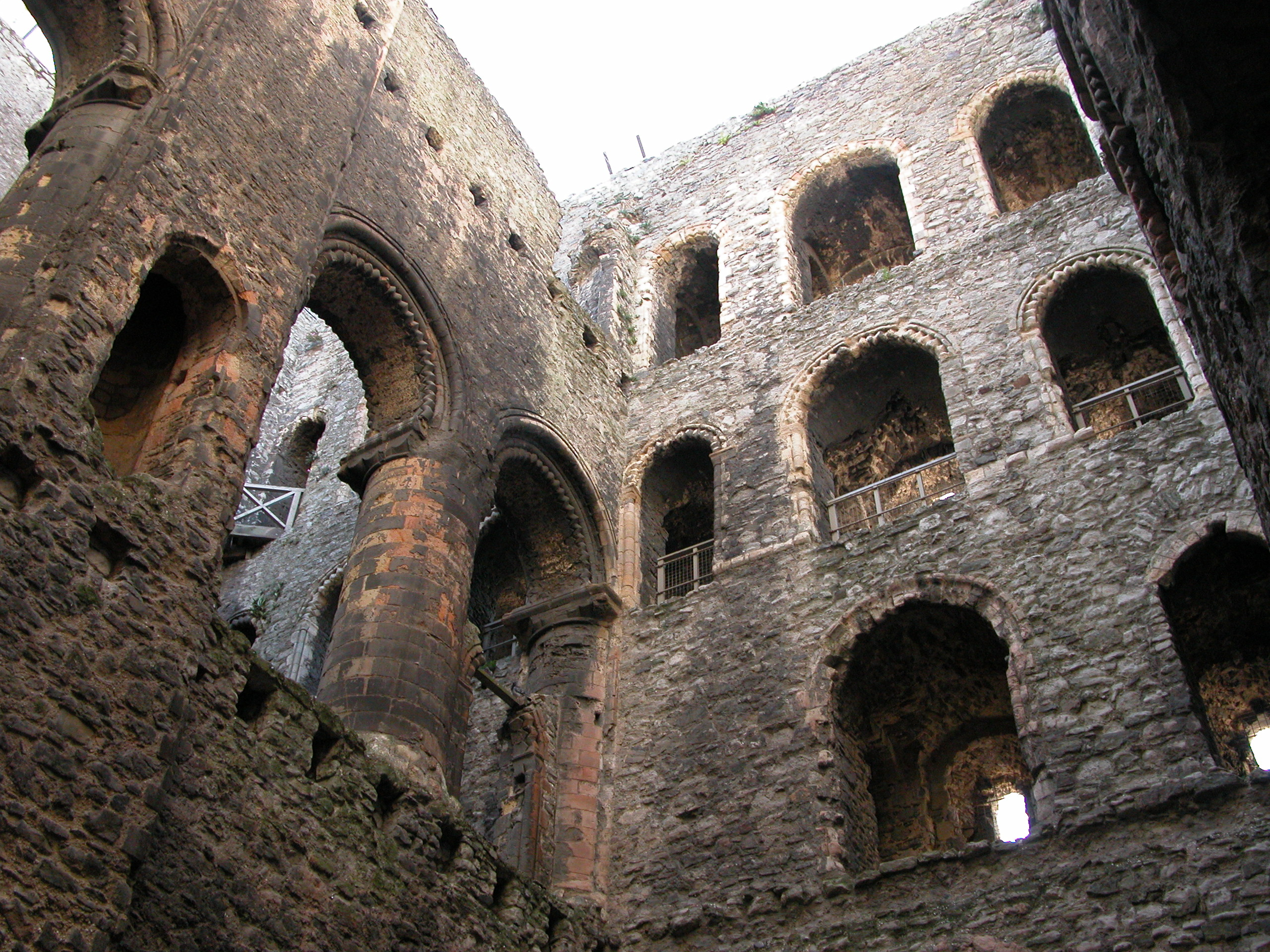